# Климентьев, Василий Петрович
Василий Петрович Климентьев (10 января 1943 — 11 августа 2010) — украинский журналист, редактор харьковской газеты «Новый стиль». Климентьев исчез 11 августа 2010 года, и его местонахождение пока неизвестно. Считается, что исчезновение журналиста могло быть связано с его профессиональной деятельностью, однако в милиции не исключают инсценировки или убийства из-за долгов. Поиски продолжались более шести месяцев.
Исчезновение журналиста вызвало широкий резонанс в обществе. «Дело Климентьева» считается одним из самых громких дел 2010 года в Харькове и области, им занимается девять следователей. Бывший президент Украины Виктор Янукович заявил, что контролирует процесс поисков журналиста. Судьба пропавшего главного редактора также обсуждалась в телефонном разговоре между Януковичем и канцлером Германии Ангелой Меркель.